# Ricardo Barros
Ricardo José Magalhães Barros ComMM (Maringá, 15 de novembro de 1959) é um engenheiro civil, empresário e político brasileiro filiado ao Progressistas (PP). Foi ministro da Saúde durante o governo Michel Temer, sendo atualmente deputado federal pelo Paraná há seis mandatos. Foi também secretário estadual da Indústria, Comércio e Assuntos do Mercosul do Paraná e prefeito de Maringá.
É formado em engenharia civil pela Universidade Estadual de Maringá (UEM). Em duas décadas na Câmara dos Deputados, foi vice-líder e líder do governo Fernando Henrique Cardoso (entre 1999 e 2002), vice-líder do governo Luiz Inácio Lula da Silva (2007) e, de 2020 a 2022, líder do governo Jair Bolsonaro. Ainda disputou uma vaga no Senado em 2010, mas não foi eleito.

## Vida pessoal
Nascido em Maringá, no norte do Paraná, Ricardo Barros é filho de Silvio Magalhães Barros, ex-prefeito de Maringá, e Bárbara Cecily Netto Barros. É irmão de Silvio Barros, prefeito de Maringá.
Entre 1977 e 1981, cursou Engenharia civil na Universidade Estadual de Maringá e, entre os anos de 1999 e 2000, especializou-se em Políticas Públicas na Universidade Federal do Rio de Janeiro. Iniciou a vida profissional trabalhando como gerente financeiro da "Sílvio Magalhães Barros Empreendimentos", empresa da família.
É casado com Cida Borghetti, ex-governadora do Paraná, com quem teve três filhas, dentre elas a deputada Maria Victoria Barros.
É sócio proprietário da Rádio Jornal de Maringá e da Magalhães Barros Radiodifusão.
É autor do livro De Olho no dinheiro do Brasil – Orçamento da União, agora você pode participar, publicado em 2007.

## Carreira pública
Iniciou sua trajetória política em 1988, quando filiou-se ao Partido da Frente Liberal. Naquele mesmo ano, então com 29 anos de idade, elegeu-se como o mais jovem prefeito de Maringá. Durante o tempo em que permaneceu na prefeitura, liderou comitivas brasileiras em vários países europeus e no Japão.
Em 1994, assumiu o cargo de secretário-geral do PFL do Paraná e, em outubro do mesmo ano, foi pela primeira vez eleito deputado federal pelo seu estado com 54.049 votos. Durante o mandato, integrou como titular as comissões de Educação, Cultura e Desporto e de Viação e Transportes e, como suplente, as comissões de Defesa do Consumidor, Meio Ambiente e Minorias, e de Constituição e Justiça e de Redação.
Em 1997, mudou sua filiação para o Partido Progressista Brasileiro e atuou como vice-líder do partido na Câmara dos Deputados tornando-se, no ano seguinte, vice-presidente do diretório nacional da legenda. No ano seguinte, reelegeu-se deputado federal com 68.919 votos. Logo após ser empossado, assumiu como vice-líder da bancada governista na Câmara dos Deputados tornando-se, em 2002, líder do governo no Congresso Nacional. Em abril do mesmo ano, foi admitido à Ordem do Mérito Militar no grau de Comendador especial pelo presidente Fernando Henrique Cardoso.
Em 2002, reelegeu-se deputado federal pela terceira vez, alcançando 118.036 votos. Durante esse mandato, ocupou o cargo de vice-líder do partido até o ano de 2005 e, entre os anos de 2003 e 2006, atuou no processo de elaboração da Lei de diretrizes orçamentárias.
Em 2006, elegeu-se deputado federal pela quarta vez consecutiva com 130.855 votos pelo Partido Progressista (ex-PPB). A partir de 2007, assumiu o posto de vice-presidente do diretório nacional do PP e presidente do diretório estadual do partido e, em maio do mesmo ano, tornou-se vice-líder do governo na Câmara. Nesse mandato, foi membro titular das comissões de Desenvolvimento Urbano e Interior, de Educação, Cultura e Desporto, de Fiscalização Financeira e Controle (CFFC), de Finanças e Tributação, de Viação e Transportes (CVT), e suplente das comissões de Constituição e Justiça e de Cidadania (CCJC) e de Meio Ambiente e Minorias. Além disso, presidiu a Frente Parlamentar das Agências Reguladoras e atuou como membro do Conselho Superior de Infraestrutura e vice-presidente da Federação das Indústrias do Estado do Paraná. Foi autor de projetos de lei como o PL 7994/2010, que pedia o estabelecimento de deveres e responsabilidades à criança e ao adolescente estudante, o PL 7911/2010 que propunha o aumento da pena de quem utilizasse menores de idade em delitos, e o PL 7968/2010 que reivindicava que alunos dos anos finais do ensino fundamental regular, maiores de quatorze anos, pudessem fazer estágio.
Após quatro mandatos consecutivos na Câmara dos Deputados, ele disputou uma vaga para o Senado nas eleições de 2010, tendo obtido mais de dois milhões de votos, mas não conseguiu se eleger para o cargo. No ano seguinte, ele foi assumiu o cargo de secretário da Indústria e Comércio do Paraná na gestão de Beto Richa, permanecendo até 31 de março de 2014.

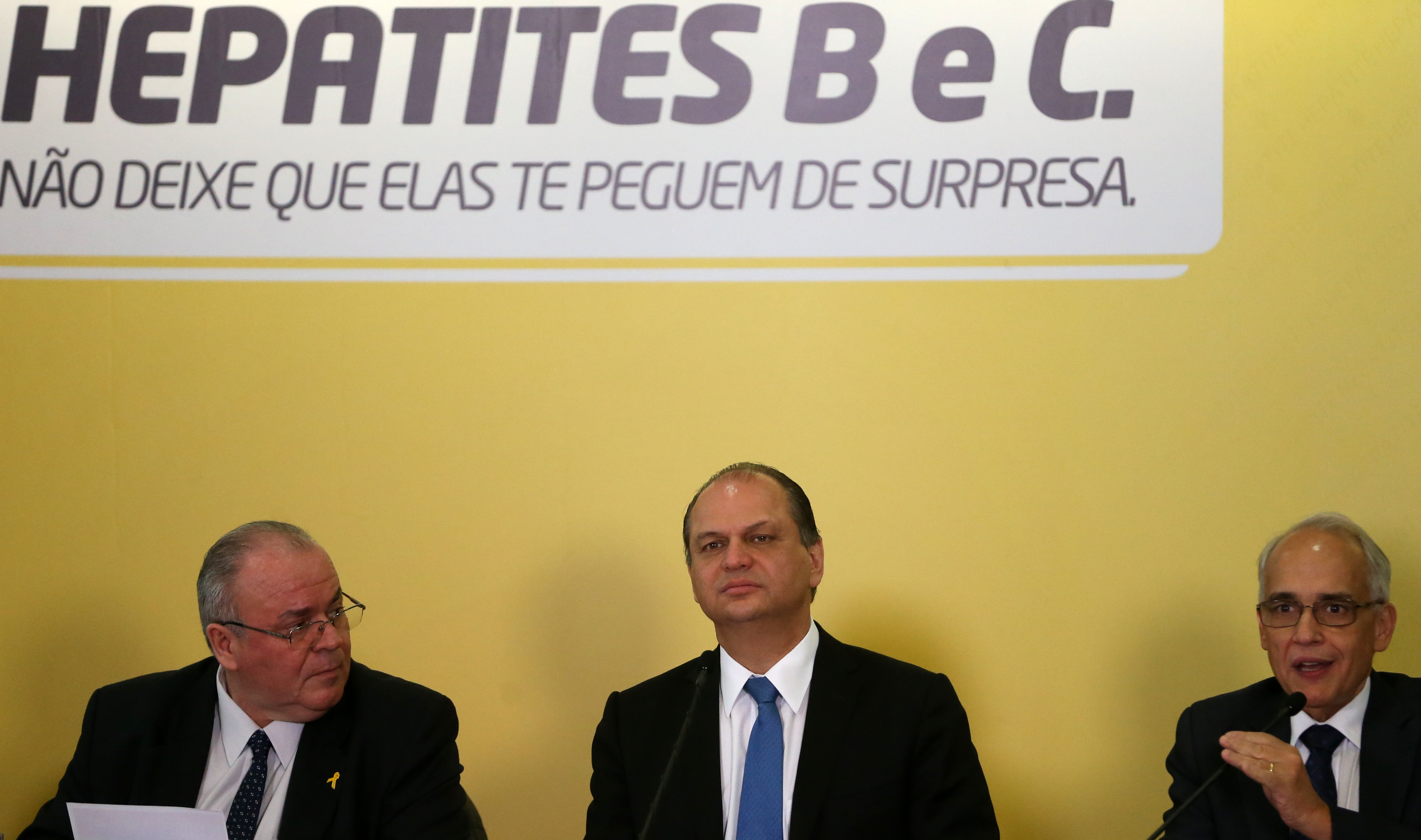
Então ministro da Saúde, Ricardo Barros anuncia campanha contra a Hepatite

Naquele mesmo ano, concorreu a uma vaga para deputado federal e foi eleito pela quinta vez pelo seu estado natal, com 114.396 votos. Durante esse mandato, integrou o Conselho de Ética e Decoro Parlamentar, votou contra a admissibilidade do processo que pedia a cassação do mandato do deputado Eduardo Cunha, então presidente da Câmara dos Deputados e votou pela abertura do processo de impeachment de Dilma Rousseff. Também relator do Orçamento da União, chegou a propor um corte de 10 bilhões de reais no Bolsa Família como medida para cumprir a meta do governo de superávit de 0,7% do PIB de 2016, mas a proposta foi abandonada pelo governo.
Já sob o governo Michel Temer, assumiu o cargo de Ministro da Saúde em maio de 2016, naquilo que foi entendido como um gesto de retribuição do novo presidente da república ao PP por ter votado a favor do impeachment de Rousseff. No ministério, defendeu uma redução na cobertura do Sistema Único de Saúde, defendendo que bastariam 1.500 hospitais para resolver todos os problemas da saúde no Brasil, e informou que a pasta não fiscalizaria a qualidade dos planos de saúde.
Em 2018 pelo Progressistas, elegeu-se pela sexta vez como deputado federal, com a soma de 80.025 votos. Nesse mandato, tornou-se líder do governo Jair Bolsonaro na casa a partir de agosto de 2020.
Em 2022 foi reeleito deputado federal, se licenciando para assumir novamente o cardo de Secretário da Indústria, Comércio e Serviços do Paraná. 

## Acusações de chantagem e corrupção

### Chantagem a deputados
Em 1999, a coluna de política do jornal O Globo noticiou que o então deputado federal Jair Bolsonaro, na época filiado ao PPB, acusou o seu colega Ricardo Barros, também filiado ao mesmo partido, de chantageá-lo para influenciar na votação de um projeto legislativo que previa a cobrança de contribuição previdenciária de inativos e pensionistas.

### Fraudes em licitações na prefeitura de Maringá
Em 2011, a Procuradoria Geral do Ministério Público do Paraná passou a investigar Ricardo Barros por suspeita de corrupção, improbidade, interferência administrativa e tráfico de influência em uma licitação da prefeitura de Maringá sob a gestão Silvio Barros, irmão de Ricardo. Escutas telefônicas revelaram que Ricardo Barros teria orientado o então chefe de gabinete do prefeito a organizar um “acordo” entre duas agências de comunicação que disputavam licitação de publicidade da administração municipal no valor de 7,5 milhões de reais. Na conversa, Ricardo Barros afirmou que “era pra ser filha única”, “não gosto de amador”, “eu queria que você promovesse uma conversa dos dois [concorrentes]” e “aí quem sabe fazemos uma solução salomônica aí”. Em 2019, quase oito anos desde o início das investigações sobre a suposta interferência, o Ministério Público paranaense ingressou com uma ação por improbidade administrativa contra Ricardo Barros. Barros negou envolvimento no episódio.

### Chantagem à Justiça do Trabalho
Relator do Orçamento da União de 2016, Ricardo Barros envolveu-se em uma polêmica com relação aos cortes que promoveu nas dotações para a Justiça do Trabalho, o que acabou resultando em uma ação direta de inconstitucionalidade junto ao Supremo Tribunal Federal. Em seu relatório, Barros justificou os cortes por desejar “estimular uma reflexão” sobre a flexibilização do Direito do trabalho, cujas regras, nas suas palavras, "são extremamente condescendentes com o trabalhador”.

### Delações por recebimento de propina na Lava-Jato
Em 2017, Ricardo Barros foi delatado na Operação Lava-Jato por recebimento de propinas em duas ocasiões pelo mesmo empreiteiro: Eduardo Queiroz Galvão, da construtora Galvão Engenharia. A delação foi homologada pelo ministro do STF Edson Fachin. O dinheiro teria sido pago em 2011, quando Ricardo Barros era secretário de Indústria e Comércio do Estado do Paraná, sob o governador Beto Richa. O primeiro acordo de propina teria sido estabelecido para que Barros intermediasse a venda de 49,9% da empresa São Bento Energia à estatal Copel. Na ocasião, teria pedido em propina R$ 1 milhão e 1,5% do valor total que a Copel recebesse em investimentos. Segundo a empreiteira Queiroz Galvão, R$ 300 mil teriam sido entregues em mãos a Barros. Pelo segundo acordo, de 2013, Barros ajudaria a destravar a venda do restante da São Bento Energia (50,1%) em troca de R$ 1,2 milhão para si e 2,5% do valor total da transação (de R$ 160 milhões) em doações a seu partido, o PP (atualmente, Progressistas) no Paraná. Barros era, na época, presidente regional desse partido.

### Desvio de R$ 20 milhões do Ministério da Saúde
Em 2019, o Ministério Público Federal moveu ação contra Ricardo Barros por causa de um contrato, na gestão dele no Ministério da Saúde no Governo Michel Temer, de cerca de 20 milhões de reais para medicamentos de alto custo para doenças raras que nunca chegaram às mãos de pacientes da rede pública. Barros negou envolvimento no caso.

### Corrupção na compra de Covaxin
Em 2021, Ricardo Barros foi citado na CPI da COVID-19 como um dos beneficiados em irregularidades no contrato de compra de Covaxin na gestão da pandemia de coronavírus no Brasil. Segundo depoimento do deputado federal Luis Miranda, Barros foi o deputado ao qual o presidente Jair Bolsonaro teria se referido ao tomar conhecimento das suspeitas de corrupção na compra de 20 milhões de doses da vacina indiana ao preço total de 1,6 bilhão de reais. Barros negou estar envolvido no esquema e ao depor na CPI, bateu boca com senadores, acusando a comissão de "dificultar" que empresas estrangeiras vendam vacinas ao Brasil. Segundo Randolfe Rodriges, Barros claramente usou de estratégia de má fé, uma vez que foi o próprio governo Bolsonaro, na qual Barros é lider, que ignorou 53 e-mails da Pfizer oferecendo vacinas.

## Declarações polêmicas

### Defesa do nepotismo
Em 2021, o deputado federal e então líder do governo na Câmara, Ricardo Barros, defendeu o nepotismo, prática de nomeação de parentes a cargos públicos, ao afirmar que o “poder público poderia estar mais bem servido, eventualmente, com um parente qualificado do que com um não-parente desqualificado”. Questionou, igualmente, se “a pessoa é parente, então, é pior do que outro? O cara não pode ser onerado por ser parente. Se a pessoa está no cargo para o qual tem qualificação profissional, é formada e pode desempenhar bem, qual é o problema?” O nepotismo é vedado, no Brasil, primeiramente pela própria Constituição Federal, pois contraria os princípios da impessoalidade, moralidade e igualdade. Algumas legislações, de forma esparsa, como a Lei nº 8.112, de 1990, também tratam do assunto, assim como a Súmula Vinculante nº 13, do Supremo Tribunal Federal.

### "Lava-Jato prendeu Lula para tirá-lo da eleição"
Em fevereiro de 2021, na condição de líder do governo Bolsonaro na Câmara dos Deputados, Ricardo Barros afirmou que a Operação Lava-Jato buscou a prisão do ex-presidente Luiz Inácio Lula da Silva para tirá-lo da disputa à Presidência da República em 2018: “Nunca teve [prisão em] segunda instância no Brasil. Só teve para prender o Lula e tirá-lo da eleição casuisticamente, em uma interpretação de 6 a 5 no Supremo Tribunal Federal. A constituição fala expressamente que ninguém será considerado culpado até trânsito em julgado. A segunda instância foi um casuísmo que a Lava Jato construiu para tirar o Lula da eleição”, afirmou.

### Críticas ao SUS na condição de Ministro da Saúde
Em 2016, então ocupante do cargo de Ministro da Saúde, Ricardo Barros fez uma série de declarações controversas como “quanto mais gente tiver plano de saúde, melhor”, menção à impossibilidade de “dar tudo a todos”, de que a maioria dos pacientes do SUS “chega ao posto de saúde ou ao atendimento primário com efeitos psicossomáticos” e que “homens trabalham mais, por isso não acham tempo para cuidar da saúde”.

## Desempenho eleitoral
| Ano  | Eleição              | Partido | Cargo            | Votos para Ricardo | Votos para Ricardo   | Votos para Ricardo | Resultado  | Ref    |
| Ano  | Eleição              | Partido | Cargo            | Votos              | %                    | P.                 | Resultado  | Ref    |
| ---- | -------------------- | ------- | ---------------- | ------------------ | -------------------- | ------------------ | ---------- | ------ |
| 1988 | Municipal de Maringá | PFL     | Prefeito         | 38.902             | 40,54% (Turno Único) | 1°                 | Eleito     |        |
| 1994 | Estadual do Paraná   | PFL     | Deputado Federal | 54.049             | 1,93%                | 8°                 | Eleito     | [ 40 ] |
| 1998 | Estadual do Paraná   | PPB     | Deputado Federal | 68.919             | 1,73%                | 15°                | Eleito     |        |
| 2002 | Estadual do Paraná   | PPB     | Deputado Federal | 118.036            | 2,29%                | 6°                 | Eleito     |        |
| 2006 | Estadual do Paraná   | PP      | Deputado Federal | 130.855            | 2,44%                | 6°                 | Eleito     | [ 41 ] |
| 2010 | Estadual do Paraná   | PP      | Senador          | 2.190.539          | 20,22%               | 4°                 | Não Eleito | [ 42 ] |
| 2014 | Estadual do Paraná   | PP      | Deputado Federal | 114.396            | 2,02%                | 15°                | Eleito     | [ 43 ] |
| 2018 | Estadual do Paraná   | PP      | Deputado Federal | 80.025             | 1,40%                | 20°                | Eleito     | [ 44 ] |
| 2022 | Estadual do Paraná   | PP      | Deputado Federal | 107.022            | 1,75%                | 14°                | Eleito     | [ 45 ] |

## Ligações Externas
- Ricardo Barros no Site da Câmara dos Deputados